# Landrabbinat Hannover
Das Landrabbinat Hannover wurde 1687 im Herzogtum Braunschweig-Lüneburg per Edikt durch Herzog Ernst August eingeführt. Die Initiative dazu ging vom Hofbankier Leffmann Behrens aus. Das Landrabbinat Hannover umfasste die Fürstentümer Calenberg, Göttingen und Grubenhagen (ab 1737 auch das Fürstentum Lüneburg und die Grafschaften Diepholz und Hoya). Das staatliche Landrabbinat verlieh den Schutzjuden das Recht zur Wahl und zur Anstellung eines Rabbiners (siehe Rabbinat).

## Landrabbiner
Der Landrabbiner, zugleich Vorsteher der Judenschaft und mittelbarer Staatsmann, hatte demnach die Synagogen und religiöse Zeremonien zu beaufsichtigen und wurde auch als Richter in Streitsachen unter den Juden eingesetzt. Durch diese Einsetzung griff die Regierung in die inneren Verhältnisse der Juden ein.
Der erste Landrabbiner war bis 1703 Josef ben Meschullam Süßel Cohen († 20. November 1703) in Osterode.
Seine Nachfolger, mit Wohnsitz in der Calenberger Neustadt und somit zugleich Rabbiner der hannoverschen Gemeinde, waren zunächst
- 1704–1735 Josef Meyer Friedberg (* 1636, † 17. Februar 1735)
- 1737–1755 Isak Selig Karo
- 1755–1758 Abraham Meyer Cohen
- 1761–1789 Levi Josua
- 1789–1802 Isaschar Berisch (der Sohn von Levi Josua).

Während der napoleonischen Besatzung hatten die männlichen Juden gleiches Bürgerrecht wie alle Männer (siehe Abschnitt „Verfassungsreformen der Religionsgemeinschaften“ im Artikel „Königreich Hannover“).
Bis 1830 wurde das Landrabbinat kommissarisch durch den Gelehrten Rabbiner Marcus Baer Adler verwaltet; anschließend übernahm es dessen Sohn Nathan Marcus Adler.
1831 wurde die staatliche „Instruction für den Land-Rabbiner zu Hannover“ erlassen. Die Anweisung verpflichtete den jeweiligen Landrabbiner zur Aufsicht über jüdische Schulen, Synagogen und Gottesdienste sowie Gemeinden und Stiftungen in den Landdrosteien Hannover und Lüneburg.
1830–1845 förderte der Landrabbiner Adler die jüdischen Institutionen im Sinne der von der Regierung gewünschten Modernisierung. 1845–1882 führte Samuel Ephraim Meyer diese Reformen fort. 1883–1918 setzte sich Selig Gronemann insbesondere für die Bewahrung der jüdischen Religiosität ein. 1924–1938 war Samuel Freund der letzte Landrabbiner.
Die Bedeutung des Landrabbinats ließ seit Ende des 19. Jahrhunderts nach. Hintergrund war die Selbstauflösung kleinerer Gemeinden und die Schließung jüdischer Schulen. Mit der Trennung von Staat und Religion durch die Reichsverfassung von Weimar verlor das Landrabbinat seinen parastaatlichen Charakter, die Aufsicht der Schulen bezog nur noch auf religiöse Inhalte. Reformpläne wie die Aufhebung der Staatsaufsicht oder die Weiterführung kleiner jüdischer Gemeinden als freiwilliger regionaler Zusammenschluss wurden 1932 zwar noch erörtert, aber nach der „Machtergreifung“ durch die Nationalsozialisten 1933 nicht mehr verwirklicht.
Der erste jüdische Gottesdienst in Hannover nach der NS-Zeit wurde am 8. September 1945 gehalten. In Hannover gründete sich, neben dem Jewish Committee, eine kleine jüdische Gemeinde. Obwohl das ehemalige Landesrabbinat nicht wiederhergestellt wurde, wurde ein Oberrabbiner ernannt. 1949 wurde Rabbiner Solomon Wolf Zweigenhaft zum Oberrabbiner von Hannover und Niedersachsen ernannt.